# Giovanni Antonio Scalfarotto

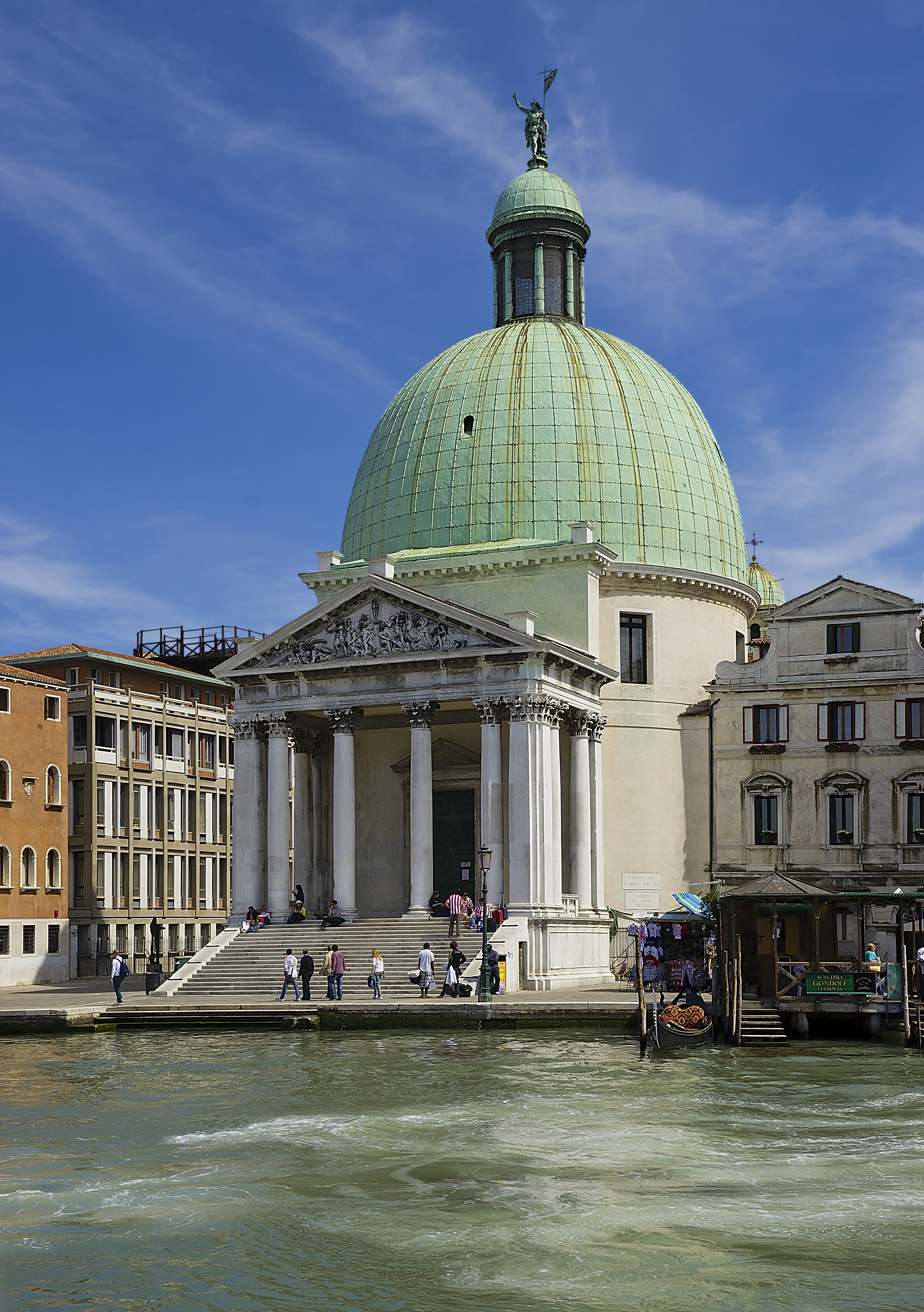
San Simeon Piccolo.

Giovanni Antonio Scalfarotto, född 1672 i Venedig, död 1764, likaledes i Venedig, var en italiensk arkitekt. Han verkade främst i Venedig och hans viktigaste verk är kyrkan San Simeone Piccolo, som är inspirerad av Pantheon.